# Phytoseius decoratus
Phytoseius decoratus är en spindeldjursart som beskrevs av Gonzalez och Schuster 1962. Phytoseius decoratus ingår i släktet Phytoseius och familjen Phytoseiidae. Inga underarter finns listade i Catalogue of Life.